# Babia
Babia es una comarca de la provincia de León, España.

## Municipios

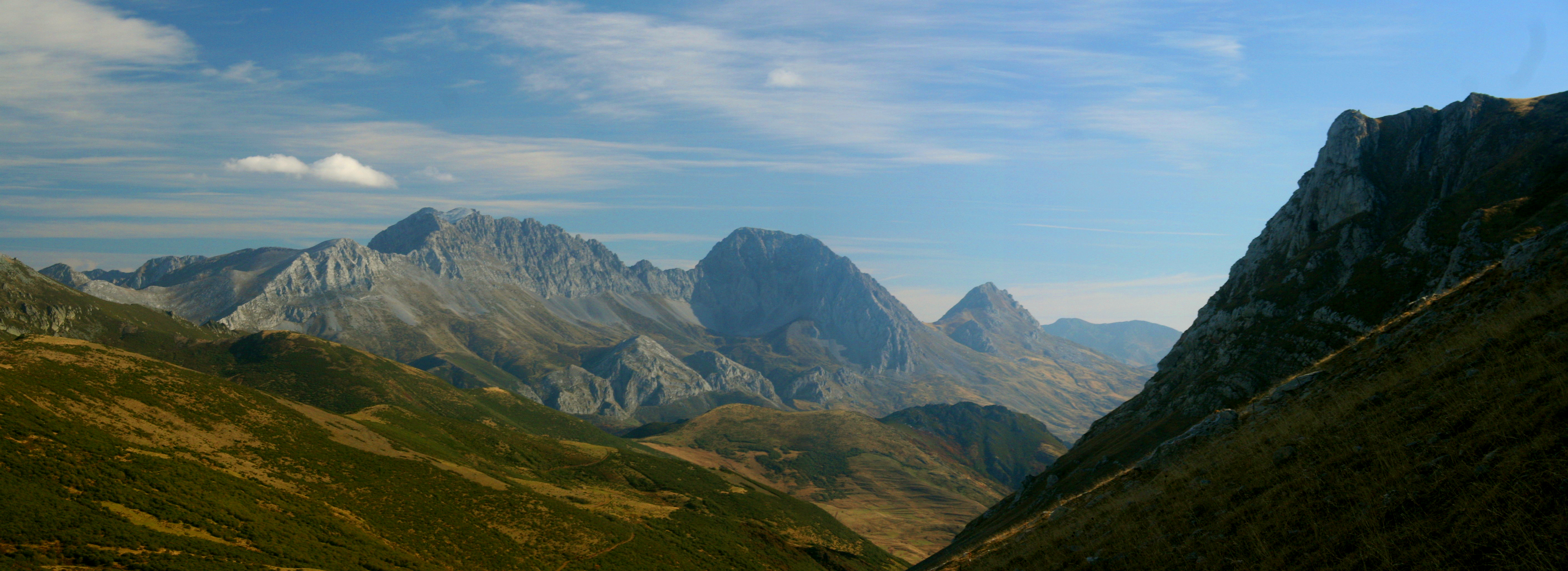
Macizo de las Ubiñas con Peña Ubiña a la cabeza.

| Municipio    | Población | Superficie | Densidad |
| ------------ | --------- | ---------- | -------- |
| Cabrillanes  | 855       | 169,16     | 5,82     |
| San Emiliano | 691       | 210,73     | 3,24     |

## Etimología del nombre
El topónimo deriva del latín medieval en la forma Vadabia. Los filólogos entienden que es una palabra con orígenes en el vocablo vasco Ur, agua, como Puente Orugo.

## Geografía
Limita al norte con Asturias. Al Este con la comarca de Luna. Al Sur con la comarca de Omaña y al oeste con la comarca de Laciana.
Esta comarca es abundante en aguas y verdes praderas que desde siempre determinaron su principal riqueza: la ganadería. Tierra de tradición pastoril y marcada por la trashumancia, actualmente siguen subiendo rebaños de ovejas merinas a los puertos de Babia, que se arriendan para toda la temporada y que comparten los pastizales con el ganado vacuno y, también con el equino, en especial de la raza Hispano-bretona, siendo Babia el referente estatal de este caballo.
Ya desde la Edad Media, la Comarca de Babia se dividía en dos concejos:
- Babia de Abajo, Babia Baja o Babia de Yuso (del latín deorsum), ahora Ayuntamiento de San Emiliano.
- Babia de Arriba, Babia Alta o Babia de Suso (del latín sursum, sussum), ahora Ayuntamiento de Cabrillanes.

Es la caliza la piedra que caracteriza sus montañas, de un gris casi blanco y se estima que en su subsuelo existe un gran complejo de simas, cuevas y corrientes subterráneas. La cordillera Cantábrica cierra los altos valles de Babia en los que quedan algunos bosques relictos. La acción del hombre durante siglos ha dotado a Babia de una gran biodiversidad, contando con endemismos como la Saxifraga babiana.
El fondo del valle de Babia es amplio, rodeado de cumbres que rebasan los 2000 metros de altitud, valles moldeados por glaciares. Destaca por su altitud y majestuosidad el macizo de Ubiña, con Peña Ubiña de 2414 metros, una de las montañas más altas de la cordillera Cantábrica.
En el año 2004 fue declarada reserva de la biosfera por la Unesco, como una Unidad más de la Gran Cantábrica.

## Historia
La tradición ganadera de la comarca se inicia con La Meseta, siendo punto de partida de rutas trashumantes que finalizaban en Extremadura.
Actualmente, la comarca está dividida en Babia de Arriba (Alta o de Suso) y Babia de Abajo (Baja o de Yuso), que se corresponden con los ayuntamientos de Cabrillanes y San Emiliano respectivamente. Babia de Arriba está compuesta por 14 pueblos, que son: Cabrillanes, La Cueta, Huergas de Babia, Lago de Babia, Mena de Babia, Meroy, Las Murias de Babia, Peñalba de Cilleros, Piedrafita de Babia, Quintanilla de Babia, La Riera, San Félix de Arce, Torre de Babia y Vega de Viejos. Babia de Abajo por su parte se compone por otros 14 pueblos que son: Candemuela, Cospedal, Genestosa, La Majúa, Pinos, Riolago de Babia, Robledo de Babia, San Emiliano, Torrebarrio, Torrestío, Truébano, Villafeliz de Babia, Villargusán y Villasecino. Los mayores núcleos de población son San Emiliano, Cabrillanes, Huergas de Babia, Piedrafita de Babia, Torrebarrio y Quintanilla de Babia.
En 2004 la comarca se convirtió en reserva de la biosfera, conformando la reserva de la biosfera de Babia.

## Lingüística
Además del castellano, en Babia se habla  una variedad propia del idioma leonés: el "Patxuezu", pronunciado con la "/che vaqueira/"; aunque su escritura depende de la zona en la que se hable. Esta lengua pertenece al conjunto lingüístico del idioma asturleonés que hoy esta en franco desuso en la comarca.

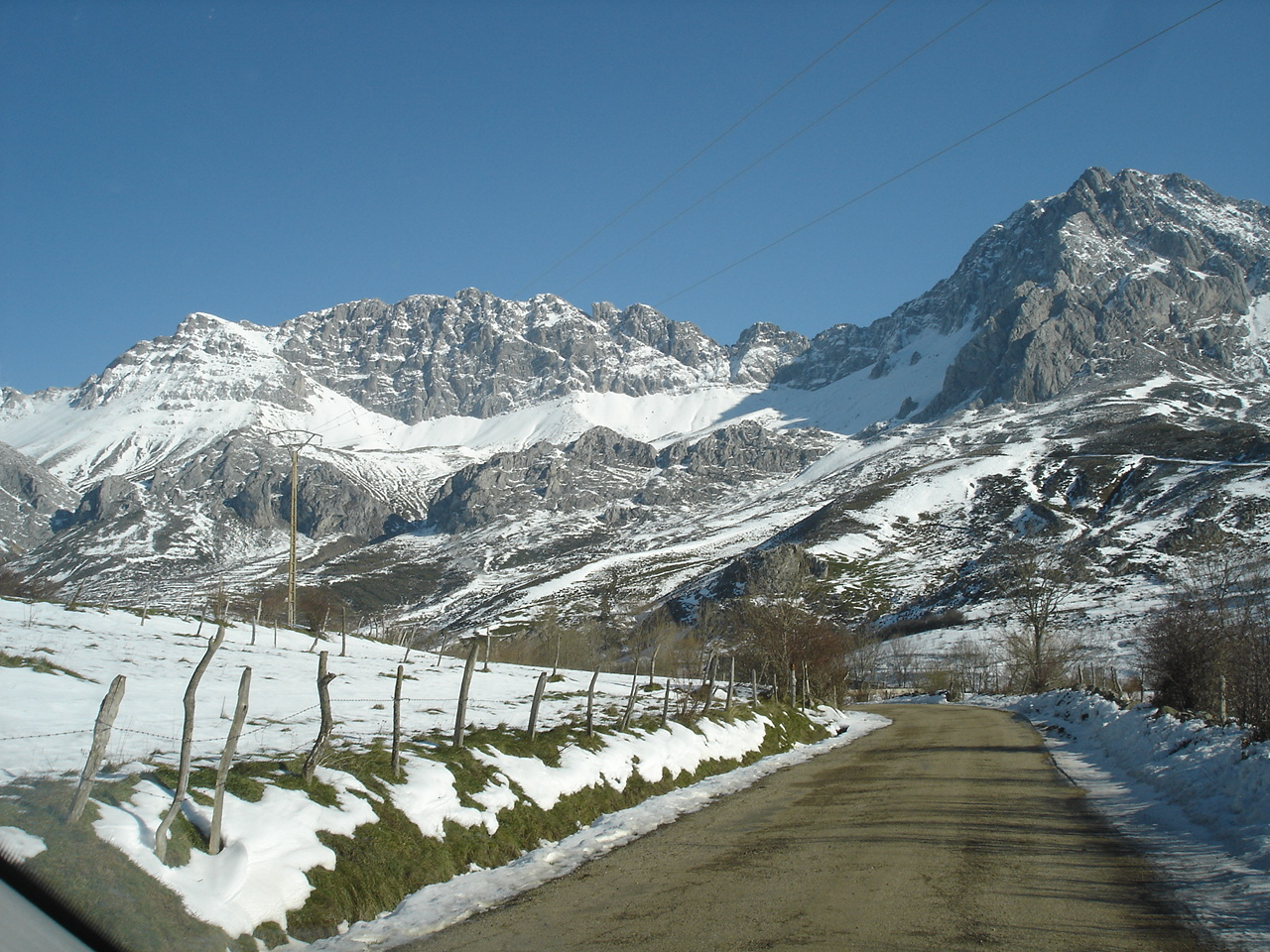
Entrada de Cubiechas.

## «Estar en Babia»
A pesar de la extendida creencia de que el motivo que originó el dicho «estar en Babia» era que en la Edad Media los reyes de León escogían este lugar para su reposo y alejarse de las tareas cotidianas de la corte, no existe ninguna prueba o evidencia que sustente algo parecido a que Babia fuera un lugar de recreo real, y menos aún de que el rey desatendiera sus obligaciones en Babia. Hoy en día la expresión «estar en Babia» define a cualquier persona distraída o ausente.
También cuentan que al acabar el verano los pastores se dirigían en trashumancia con su ganado a Extremadura y cuando estaban por la noche todos frente al fuego, siempre había alguno que sentía nostalgia de la tierra hasta que otro se le acercaba y le decía «¡eh, despierta que estás en Babia!», su mente «estaba en Babia».
Con el paso del tiempo el uso de esta expresión provocó su derivación en un dicho popular muy común que se aplica a la gente que esta ensimismada o despistada. 
Hay estudios que señalan que fue Quevedo uno de los primeros en la utilización de la expresión, que equivale a estar descuidado, divertido o con el pensamiento muy distante de lo que se trata, según el Diccionario de la Lengua Castellana de 1822.